# Jiří Hanke
Jiří Hanke (* 15. dubna 1944 Kladno) je český dokumentární, portrétní a konceptuální fotograf. Fotografuje od roku 1973. Roku 1977 založil a do roku 2019 vedl Malou galerii České spořitelny v Kladně. Od roku 2019 vede Kabinet fotografie v Galerii Kladenského zámku.

## Život a tvorba
Hanke se narodil do rodiny úředníka berního úřadu (který po roce 1948 odešel do kovárny Poldi) a dámské krejčové. Absolvoval kladenské gymnázium a poté usiloval o studium na Přírodovědecké fakultě UK. Zkoušky udělal, ale nebyl přijat pro vysoký počet zájemců. Nabídli mu možnost přejít na Vysokou školu zemědělskou v Praze-Dejvicích. Nabídku využil, školu však po roce opustil.
Nastoupil do oddělení vymáhání nesplácených úvěrů kladenské spořitelny, kde pracoval až do důchodu dlouhých 41 let. Ve volném čase hrál na kytaru v beatové skupině Barclay a zabýval se folkovou hudbou. V roce 1972 vyhrál druhé místo v písničkářské soutěži O Ptáka Noha a měl společný koncert s Jaroslavem Hutkou. Své působení v oblasti hudby ukončil okolo roku 1976.
Po roce 1968, kdy se oženil s výtvarnicí a fotografkou Jiřinou Hankeovou, začal z rozstříhaných novin a časopisů vytvářet koláže. Později tuto techniku opustil a plně se orientoval na sociální, dokumentární, portrétní a konceptuální fotografii.

## Projekty
Je autorem řady známých fotografických projektů, mj. portrétů rockových a jazzových interpretů s názvem Stop time, sociálně-dokumentárního souboru Lidé z Podprůhonu, konceptuálně zaměřených portrétních souborů Otisky generace, Podnikatelé a TV Image nebo dokumentárně-krajinářských projektů Ozvěny a Periferie. Jeho nejznámější řadou jsou Pohledy z okna mého bytu.

## Galerie
V roce 1977 založil Malou galerii České spořitelny v Kladně, kterou vedl až do roku 2019. Za tuto dobu zde proběhlo celkem 433 výstav. V dubnu 2019 byla Českou spořitelnou činnost galerie ukončena. Statutární město Kladno poté poskytlo Jiřímu Hankemu prostor v Galerii Kladenského zámku, aby mohl ve své činnosti pokračovat. Zde byla v listopadu 2019 zahájena činnost Kabinetu fotografie v Galerii Kladenského zámku.

## Publikace (výběr)
- HANKE, Jiří. Lidé z Podprůhonu. Praha: Kuklik, 1995. ISBN 80-901566-5-7.
- HANKE, Jiří. Otisky generace. Praha: Kuklik, 1998. ISBN 80-86079-05-8.
- HANKE, Jiří. Stop time. Příbram: Knihovna Jana Drdy, 2003. ISBN 80-86240-71-1.
- HANKE, Jiří. Jiří Hanke: fotografie/photographs. Rožmitál pod Třemšínem: JOB, 2008. ISBN 978-80-904105-0-3.
- HANKE, Jiří. Pohledy z okna mého bytu. Příprava vydání Tomáš Pospěch et al.. Praha: KANT, 2013. 191 s. ISBN 978-80-7437-110-3.
- HANKE, Jiří. Kladnu pod kůží. Redakce Roman Hájek. Kladno: Halda, 2013. 48, [106] obr. příl. s. ISBN 978-80-905223-2-9.
- HANKE, Jiří; KAMEN, Jiří. Hledání Ameriky = In search of America. Praha: KANT, 2014. 69 s. ISBN 978-80-7437-139-4.
- HANKE, Jiří. Kladenská sametová. Kladno: Halda, 2019. 2 svazky (144 + 83 s.). ISBN 978-80-907236-3-4.
- HANKE, Jiří. Malá galerie v České spořitelně v Kladně, 1977 - 2017. Praha: KANT, pro Malou galerii v České spořitelně v Kladně, 2016. 85 s. ISBN 978-80-7437-209-4.

## Výstavy (výběr)
- Jazzové portréty (1978)
- Pařížské fragmenty (1982)
- Stop Time (1984)
- Lidé z Podprůhonu (1984)
- Otisky generace (1987)
- Pohledy z okna mého bytu (1988)
- Ozvěny (2006)

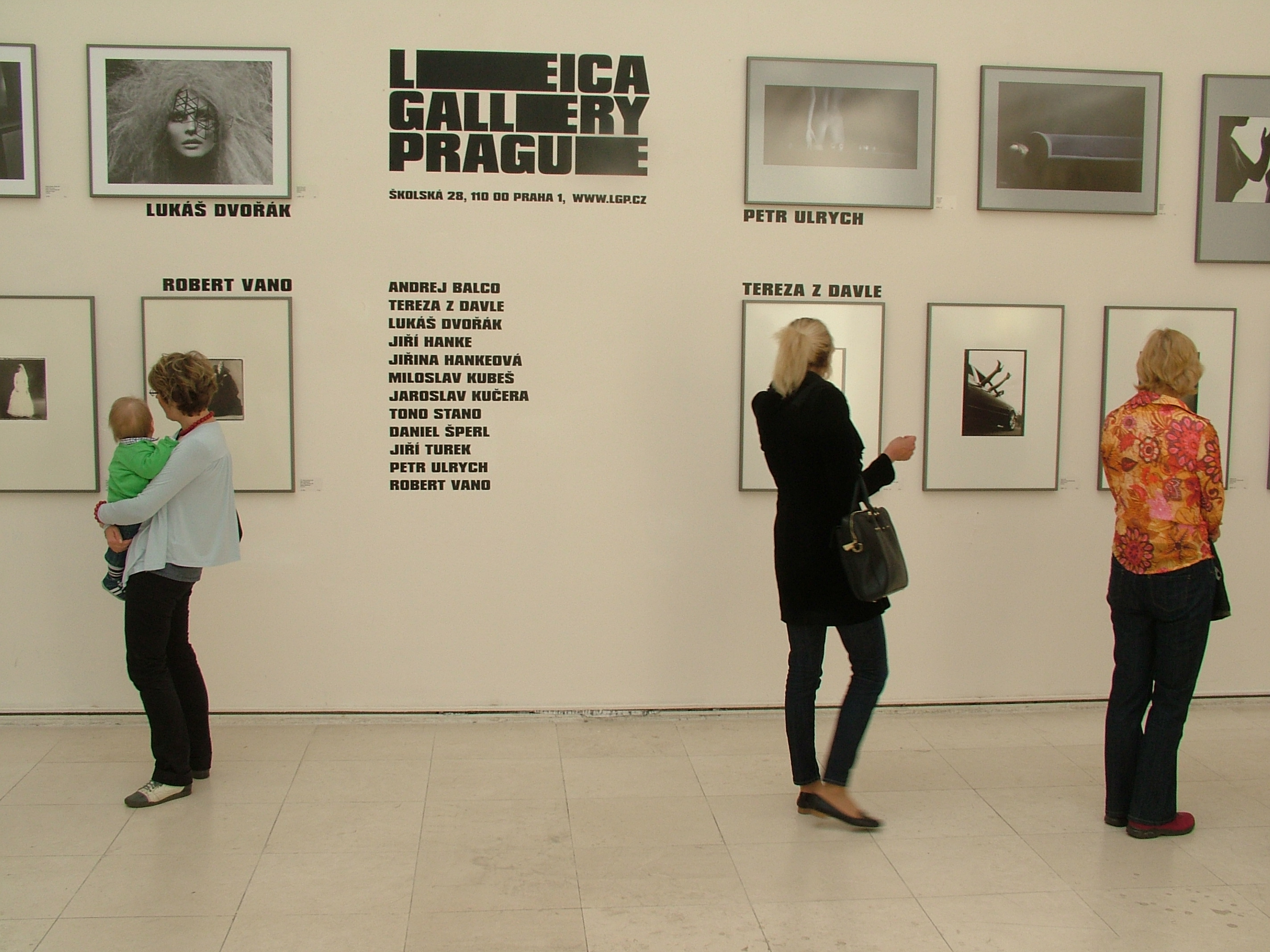
Výstava Prague Photo 2011 v pražském Mánesu v dubnu 2011

- Jiří Hanke: Kladno – 80. léta, Leica Gallery Prague, 3. září – 20. listopad 2011. Fotografie vzniklé v rozpětí let 1980–1990 výhradně v Hankeho rodném městě Kladně, kde žije a kterému zasvětil většinu své fotografické práce. Na výstavě byly pohledy na město devastované totalitním režimem, ale obsahovaly též naději, která se po roce 1989 naplnila.Kurátorem výstavy byl Vladimír Birgus[6]
- Jiří Hanke: Fotografie 1973–2018, Dům fotografie, Galerie hlavního města Prahy, Praha, 19. březen – 18. srpen 2019. Kurátor výstavy: Josef Moucha.[7]
- Jiří Hanke: Pohledy z okna mého bytu, Galerie Opera, Divadlo Jiřího Myrona, Opava, 2. září - 4. října 2022, kurátor: Lukáš Horký[8]
- Jiří Hanke: Hledání Ameriky, Městské muzeum Rýmařov a Galerie Pranýř, 27. květen -25. červen 2023[9] (současně s výstavou Jiřina Hankeová: Trávy)[10]
- U nás Jaroslav Beneš, Michaela Brachtlová, Jiří Hanke, Miloš Houdek, Gabriela Sauer Kolčavová, Vojtěch Kovářík, Naďa Kováříková, Josef Moucha, Michal Sedlák, Denisa Sedláková. Kurátorka: Jolana Havelková. Galerie Klatovy / Klenová, Purkrabství hradu Klenová. 10. června – 3. září 2023[11]
- Jiří Hanke slaví "80", 1. část: 50 let s fotografií, Kabinet fotografie v Galerii Kladenského zámku, Kladno, 23. únor - 23. duben 2024.[12]
- Jiří Hanke slaví "80", 2. část: Kladno 80. léta, Kabinet fotografie v Galerii Kladenského zámku, Kladno, 25. duben - 26. květen 2024.[12]
- Jiří Hanke: Má poklona, koláže z konce 60. let a počátku 70. let, Středočeská vědecká knihovna v Kladně, 19. března - 25. dubna 2024[13]
- Jiří Hanke: Otisky generace (1986-2024), Leica Gallery Prague, Praha, 20. listopad 2024 - 12. leden 2025, kurátor: Vladimír Birgus[14]